# Cërrik
Cërrik è un comune albanese situato nella prefettura di Elbasan.
In seguito alla riforma amministrativa del 2015, sono stati accorpati a Cërrik i comuni di Gostimë, Klos, Mollas e Shalës, portando la popolazione complessiva a 27.445 abitanti (dati del censimento 2011).